# داریوش کووالوک
داریوش کووالوک (انگلیسی: Dariusz Kowaluk؛ زادهٔ ۱۶ آوریل ۱۹۹۶) دونده اهل لهستان است.
وی در مسابقات کشوری و بین‌المللی در مجموع برندهٔ ۱ مدال نقره و ۱ مدال برنز شده‌است.